# Frida Falk
Augusta Elfrida ”Frida” Falk, född 5 december 1875 i Maria Magdalena församling i Stockholm, död 9 januari 1948 i Bromma kyrkobokföringsdistrikt i Stockholm, var en svensk operettsångerska (sopran). 

## Biografi
Falk var dotter till timmermannen August Dolmar Falk och Augusta Sofia, född Carlsson. Hon debuterade 1894 på Folkteatern i Stockholm och fortsatte att vara engagerad där 1894–1895 och 1898–1901. Åren 1895–1898 var hon engagerad av Hjalmar Selander och 1901–1914 av Albert Ranft vid hans teatrar. Med sin höga och klara sopranstämma sjöng hon i såväl klassiska som moderna stycken, däribland i Läderlappen, Tiggarstudenten, Lille hertigen, Geishan och Greven av Luxemburg.
Under första världskriget var hon engagerad  på Apolloteatern i Helsingfors. 
Frida Falk sammanlevde med skådespelaren Julia Cæsar fram till sin död. Hon jordfästes 19 januari 1948 i Norra krematoriet och ligger begravd tillsammans med Julia Caesar i dennas familjegrav på Bromma kyrkogård.

## Teater

### Roller (ej komplett)
| År   | Roll                           | Produktion                                                                   | Regi            | Teater                        |
| ---- | ------------------------------ | ---------------------------------------------------------------------------- | --------------- | ----------------------------- |
| 1903 | Hildur                         | Ljungby horn Edgar Collin, Vilhelm Östergaard och Alfred Ipsen               |                 | Östermalmsteatern             |
| 1903 |                                | Solens blomster Nanna Wallensteen                                            |                 | Östermalmsteatern             |
| 1904 | Prins Näktergal                | Tummeliten Clairville och Dumanoir                                           |                 | Östermalmsteatern             |
| 1905 |                                | Madame Scherry Hugo Felix och Maurice Ordonneau                              |                 | Östermalmsteatern             |
| 1905 |                                | Landsvägsriddarna Carl Zeller, Moritz West och Ludwig Held                   |                 | Östermalmsteatern             |
| 1906 |                                | Lilla drottningen Léon Xanrof och Michel Carré                               |                 | Östermalmsteatern             |
| 1906 | Renée de Saint Mézard          | Hertiginnan av Danzig Ivan Caryll och Henry Hamilton                         |                 | Östermalmsteatern             |
| 1906 | Prinsessan                     | Frihetsbröderna Jacques Offenbach, Henri Meilhac och Ludovic Halévy          |                 | Oscarsteatern                 |
| 1906 |                                | Värmlänningarna Fredrik August Dahlgren och Andreas Randel                   |                 | Oscarsteatern                 |
| 1907 | Sylvaine                       | Glada änkan Franz Lehár, Victor Léon och Leo Stein                           | Axel Bosin      | Oscarsteatern                 |
| 1907 |                                | Talismanen, eller De bägge rödhåriga Johann Nestroy                          |                 | Oscarsteatern                 |
| 1907 |                                | Ambassadören Claude Terrasse, Robert de Flers och Gaston Arman de Caillavet  | Emil Linden     | Oscarsteatern                 |
| 1909 | Eva                            | Fortunas gunstling Karl Gilck                                                | Carl Barcklind  | Oscarsteatern                 |
| 1909 | Teresa                         | Skatten Helfrid Lambert                                                      |                 | Oscarsteatern                 |
| 1910 | Saffi                          | Zigenarbaronen Johann Strauss d.y. och Ignaz Schnitzer                       |                 | Oscarsteatern                 |
| 1910 | Babouche                       | Mahomets paradis Robert Planquette och Henri Blondeau                        |                 | Oscarsteatern                 |
| 1910 |                                | Tjuvskyttarna Jacques Offenbach, Henri Charles Chivot och Alfred Duru        | Emil Linden     | Oscarsteatern                 |
| 1911 |                                | Wienerblod Johann Strauss den yngre, Victor Léon, Leo Stein och Adolf Müller |                 | Oscarsteatern                 |
| 1911 | Madame Butterfly (Cio-Cio-San) | Madame Butterfly Giacomo Puccini                                             |                 | Brunnshusteatern, Helsingfors |
| 1912 | Prinsessan av Granada          | Frihetsbröderna Jacques Offenbach, Henri Meilhac och Ludovic Halévy          | Albert Ranft    | Oscarsteatern                 |
| 1918 | Mälardrottningen               | Sonja, eller Ola Bengtssons äventyr, revy                                    |                 | Alhambrateatern               |
| 1918 |                                | Resan till Kannibalien Ernst Brauckmann                                      | Alfred Bratt    | Alhambrateatern               |
| 1918 |                                | Den sköna allena, revy Malle                                                 | Alfred Bratt    | Alhambrateatern               |
| 1919 |                                | Tre friska, eller Dit får han gå men inte längre, revy Emil Norlander        | August Svensson | Cabaret Guldregn              |